# Хохлатка плотная
Хохла́тка пло́тная (лат. Corýdalis sólida) — многолетнее травянистое растение, вид рода Хохлатка (Corydalis) подсемейства Дымянковые (Fumariaceae) семейства Маковые (Papaveraceae). Иногда встречается под устаревшими синонимичными названиями, например, Хохлатка Галлера (Corydalis halleri).

## Название
Народные названия растения — бобовый корень, головастик, кокорник, горькая репка и др.

## Ботаническое описание
Многолетник, клубневой эфемероид.

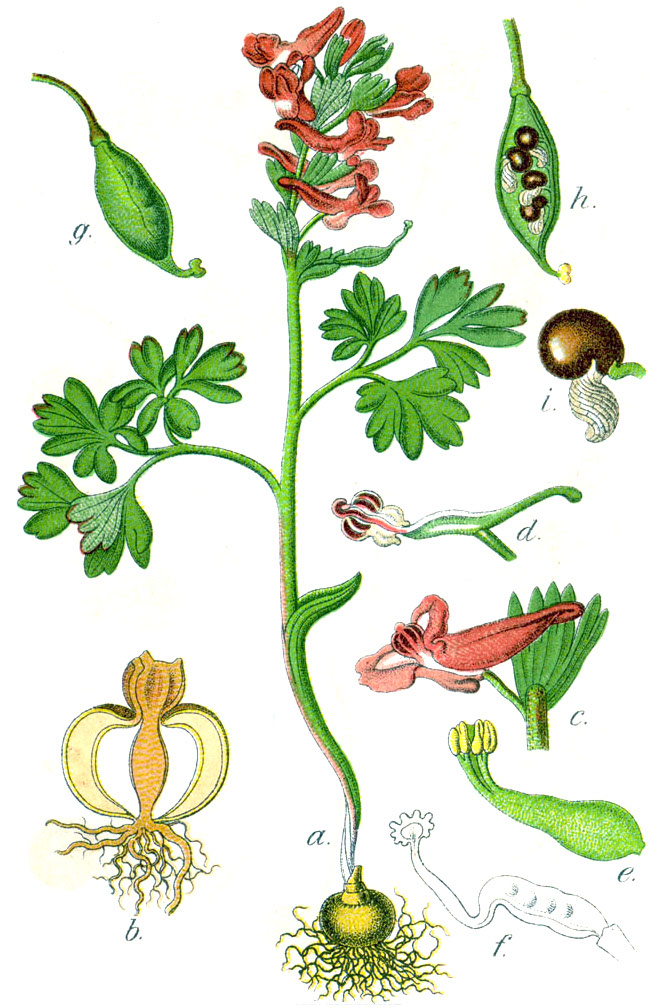

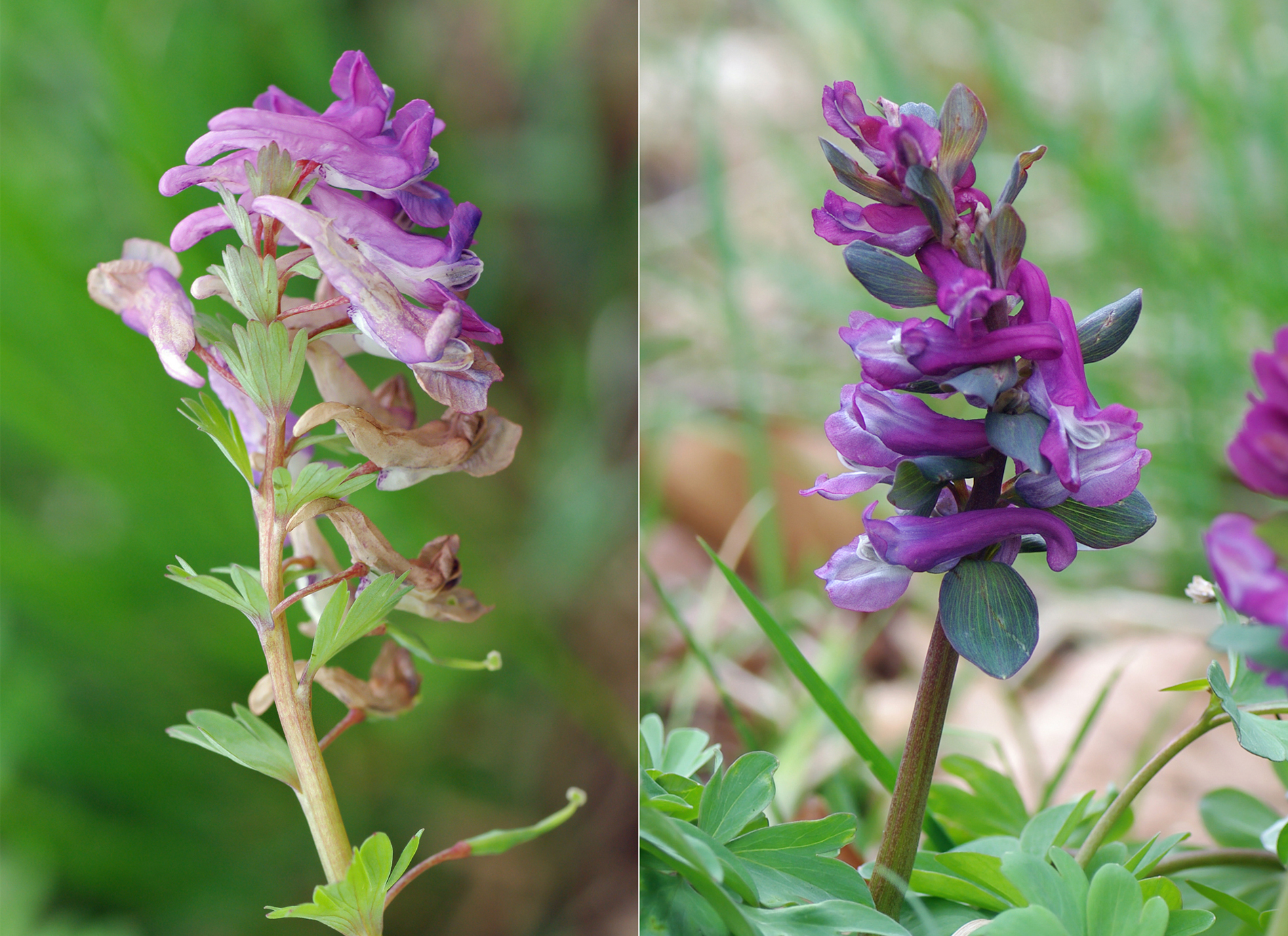
Цветки Corydalis solida (слева) и Corydalis cava (справа)

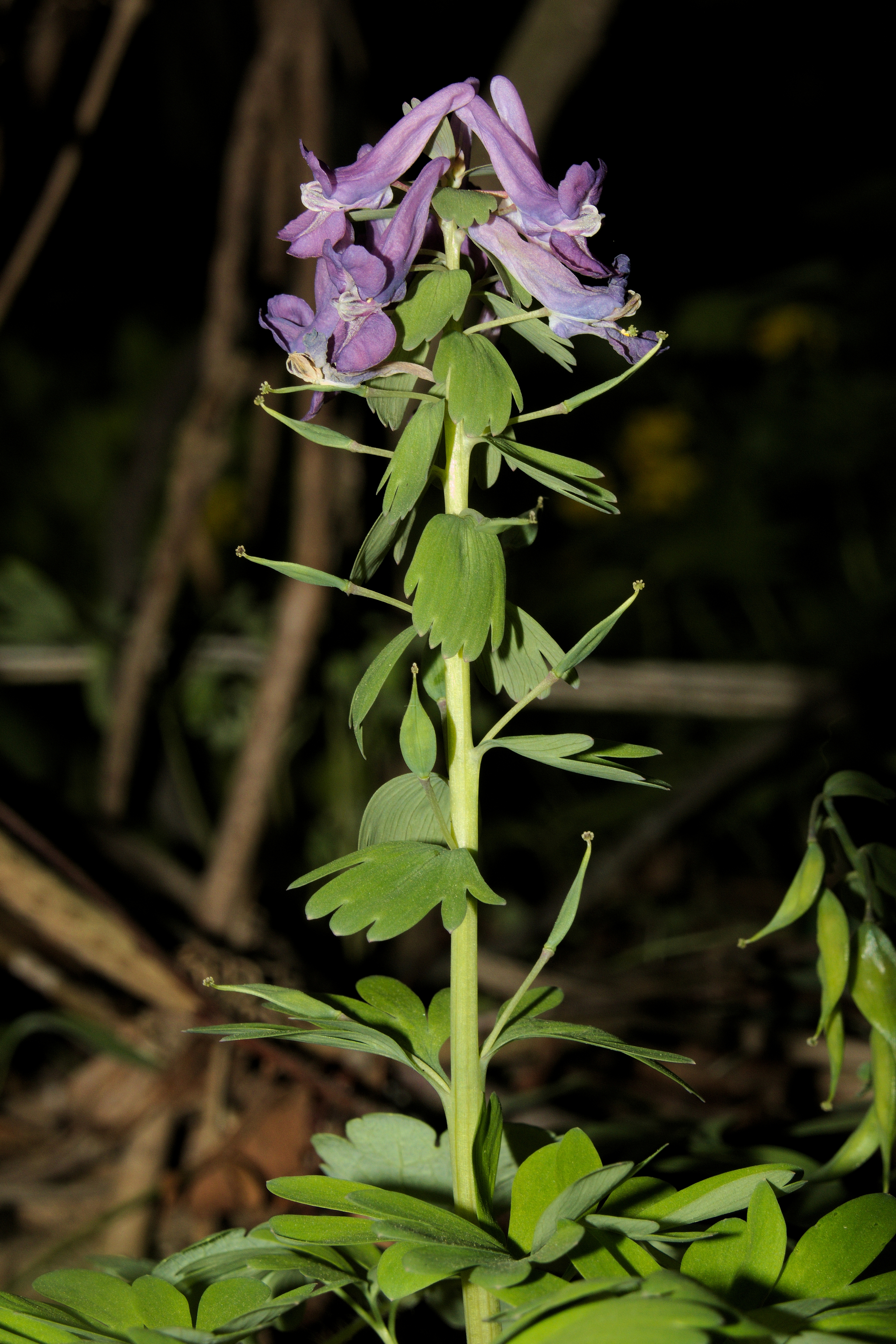
Corydalis solida, верхняя часть цветущего растения

Клубень 8—15 мм диаметром, светло-коричневого цвета.
Стебель 8—20 см высотой, простой или с одной веточкой в пазухе чешуевидного листа; последний расположен невысоко над клубнем, большой, продолговатый. В пазухах нижних чешуевидных листьев — почка возобновления. В её основании камбий, который сформирует клубень будущего года (остальное отомрёт). Иногда у взрослых мощных экземпляров так работают 2 почки, что может приводить к формированию небольших клонов.
Листьев обычно 2; нежные, сизые; черешки не длинные; пластинка широкая, дважды, почти трижды тройчатая; сегменты на длинных черешочках, почти до основания или до ¼—½ надрезанные на линейно-продолговатые, слегка клиновидные, тупые, реже обратнояйцевидные дольки; иногда доли цельные или на верхушке с 2—4 тупыми зубцами.
Соцветие — кисть; довольно плотная, цилиндрическая; прицветники клиновидно обратнояйцевидные, спереди надрезанные на линейные доли или зубчатые (у Corydalis intermedia — цельные).
Цветоножки нитевидные, нижние почти равные прицветникам, до 10 мм длиной, верхние короче.
Чашелистики очень мелкие, незаметные; венчики розово-фиолетовые, 15—20 мм длиной, отгиб наружных лепестков довольно широкий, на верхушке широко выемчатый, в выемке без зубца; нижний лепесток с заметным бугром при основании; шпора почти прямая или чаще слегка дуговидно вниз согнутая, тупая, равная лепесткам или слегка длиннее их, средне толстая.
Плод: стручковидные коробочки; поникающие или отклонённые, продолговатые, 10—12 мм длиной, 3—4 мм шириной, на верхушке заострённые в носик. Рыльце дисковидное, по краю мелко бородавчато-зубчатое.
Семена чёрные, блестящие, без точек, около 2 мм диаметром, карункула узко-лентовидная, плёнчатая, отстоящая, не длинная.
Цветение в апреле — мае.

## Распространение и экология

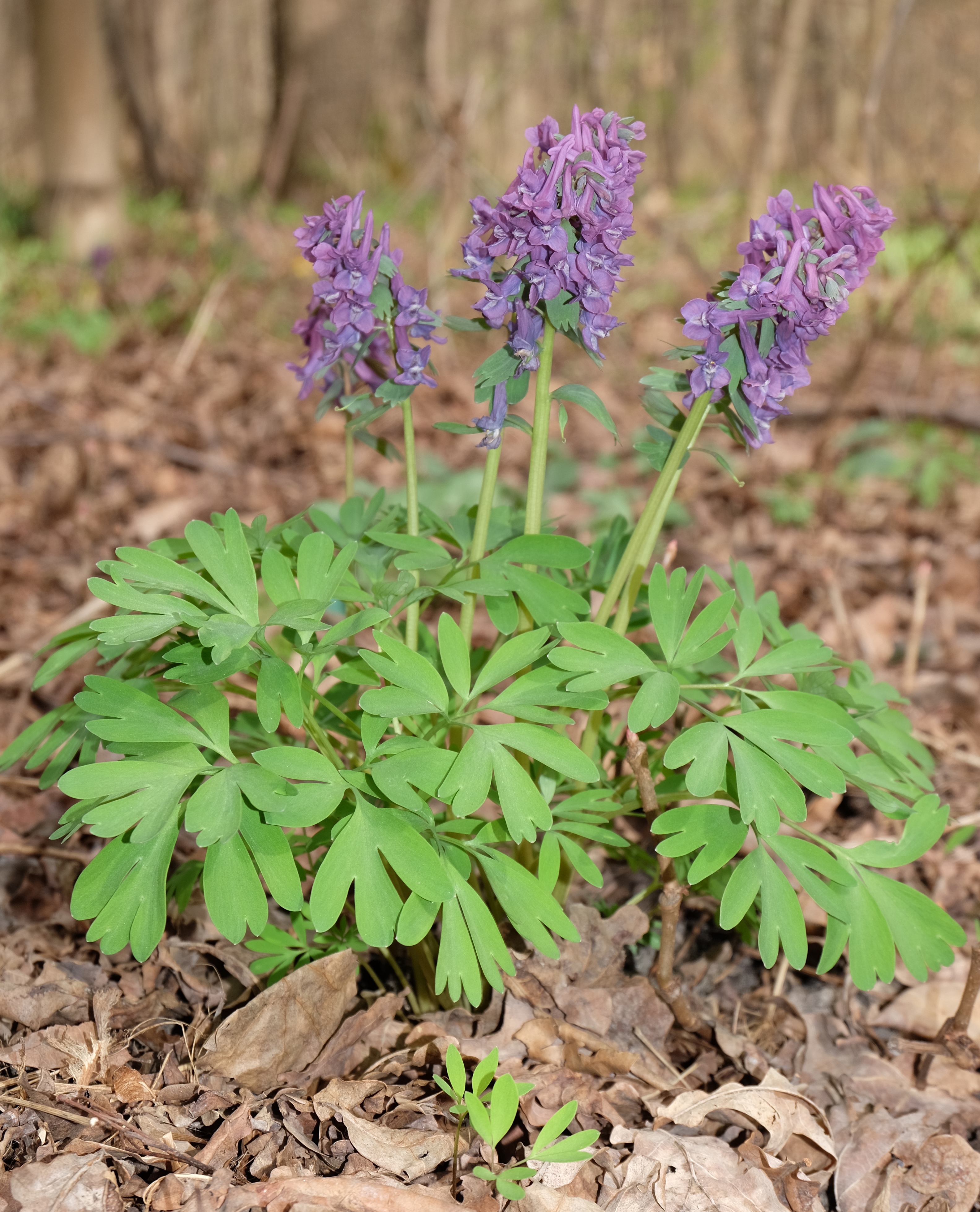

Распространена в Европе, Западной Сибири, Малой и Средней Азии.
Многолетний поликарпик, эфемероид, светолюбивый мезофит.
В светлых лесах, в кустарниках, на лесных полянах, опушках.
Семена распространяются муравьями, которые питаются их мясистыми, маслянистыми придатками.
Ядовитое растение.

## Значение и применение
Поедается пятнистыми оленями.

### В культуре
Используется в качестве декоративного садового растения.
Зацветает в возрасте 4—6 лет. Цветёт в течение двух недель. Цветки обладают ароматом, содержат много нектара, опыляются шмелями и бабочками. Семена созревают во второй половине мая. В это же время наблюдается массовое пожелтение листьев. Продолжительность ассимиляционного периода 3—5 недель.

## Сорта

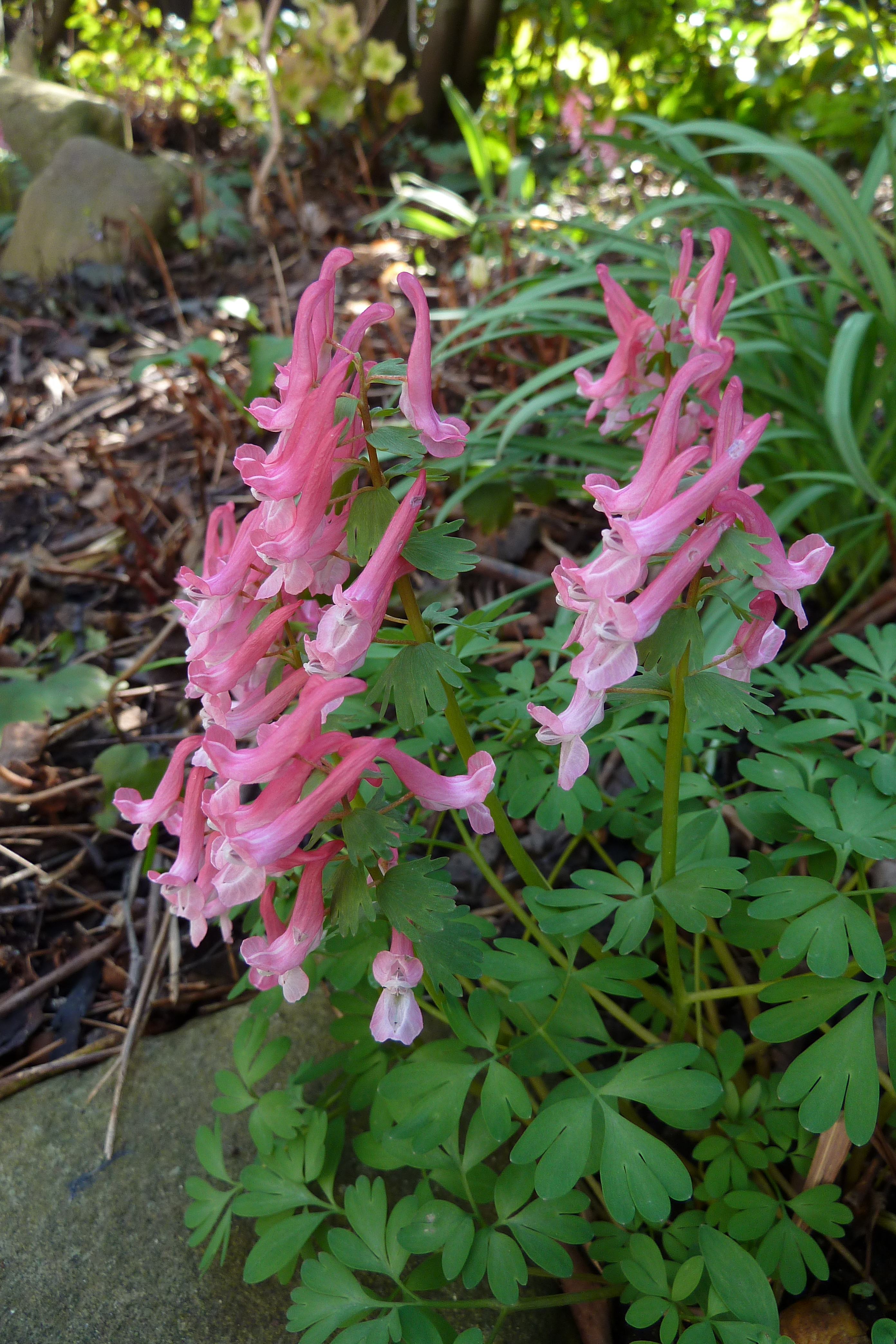
Культивар хохлатки плотной 'Beth Evan'

Регистрацией сортов хохлаток занимается Royal General Bulb Growers’ Association (KAVB) — http://www.kavb.nl/. Зарегистрировано 4 сорта. В литературе описывается более 10 сортов.
- 'Beth Evans' — цветки нежно-розовые с белой отметиной на шпорце; сорт награждён A.M. (R.H.S.) в 1988 году[10]
- 'Prasil Strain' — окраска цветков от красного до лососевого и розового[8]
- 'G.P. Baker' Tubergen, 1925 (syn: 'George Baker', transsylvanica hort.) — сорт награждён A.M. (R.H.S.) в 1959 году; цветки фарфорово-розовые, внутри со слабой фиолетовой вспышкой[11]; по другим данным: вишневые, почти красные; сорт зарегистрирован и введён в культуру голландской фирмой ван Тубергена с 1925 году[8]
- 'Dieter Schacht' — цветки нежно-розовые[8]
- 'Highland Mist' — цветки дымчато голубовато-розовые[8]
- 'Munich Form' — цветки кораллово-красные[8]
- 'Nettleton Pink' — растения относительно крупные, цветки ярко-розовые[8]
- 'Kissproof' — цветки белые с розоватыми губами[8]
- 'Purple Beauty' J. Huisman & Zn., 2002 — высота растений около 10 см; листья зеленые, слегка завитые; цветки белые с фиолетовым пятном, внутри голубовато-розовые, цветок около 3 см; стигма жёлто-оранжевая; награждён: Getuigschrift Proeftuin в 2002 году[12]
- 'Purple Bird' Willem van Eeden & J.P. de Goede, 2011 — высота растений около 16 см; листья зелёные; цветки фиолетово-белые; пыльца жёлтая[13]

## Классификация

### Таксономия
Corydalis solida (L.) Clairv., 1811, Man. Herbor. Suisse : 371
Вид Хохлатка плотная относится к роду Хохлатка (Corydalis) трибы Дымянковые (Fumarieae) подсемейства Дымянковые (Fumarioideae) семейства Маковые (Papaveraceae) порядка Лютикоцветные (Ranunculales). Таксономическая схема в соответствии с Системой APG IV по состоянию на декабрь 2023 года:
|  |                          |  |                                   |                                   |                   |  | еще 6 семейств | еще 6 семейств     |                         |  |  |  | еще 20 родов                                                   | еще 20 родов     |  |  |
|  |                          |  |                                   |                                   |                   |  | еще 6 семейств | еще 6 семейств     |                         |  |  |  | еще 20 родов                                                   | еще 20 родов     |  |  |
|  |                          |  |                                   | порядок Лютикоцветные             |                   |  |                |                    | подсемейство Дымянковые |  |  |  |                                                                | Хохлатка плотная |  |  |
|  |                          |  |                                   | порядок Лютикоцветные             |                   |  |                |                    | подсемейство Дымянковые |  |  |  |                                                                | Хохлатка плотная |  |  |
|  | клада Цветковые растения |  |                                   |                                   | семейство Маковые |  |                |                    | род Хохлатка            |  |  |  |                                                                |                  |  |  |
|  | клада Цветковые растения |  |                                   |                                   |                   |  |                |                    |                         |  |  |  |                                                                |                  |  |  |
|  |                          |  | ещё 63 порядка цветковых растений | ещё 63 порядка цветковых растений |                   |  |                | еще 1 подсемейство | еще 1 подсемейство      |  |  |  | еще 527 подтвержденных видов и 51 вид, ожидающих подтверждения |                  |  |  |
|  |                          |  |                                   | ещё 63 порядка цветковых растений |                   |  |                |                    | еще 1 подсемейство      |  |  |  |                                                                |                  |  |  |

### Внутривидовые таксоны
- Corydalis solida subsp. bracteosa (Batt. & Trab.) Greuter & Burdet
- Corydalis solida subsp. densiflora (C.Presl) Hayek
- Corydalis solida subsp. incisa Lidén
- Corydalis solida subsp. oligantha (Trinajstic) Greuter & Burdet
- Corydalis solida subsp. slivenensis (Velen.) Hayek

### Синонимы
- Borckhausenia cava G.Gaertn., B.Mey. & Schreb.
- Borckhausenia solida G.Gaertn., B.Mey. & Schreb.
- Bulbocapnos digitatus Bernh.
- Bulbocapnos halleri Spach
- Capnites digitata Dumort.
- Capnites solida Fourr.
- Capnoides bulbosa (L.) Druce
- Capnoides laxa (Fr.) Kuntze
- Capnoides remota Kuntze
- Capnoides solida (L.) Moench
- Capnoides tenella (Ledeb. ex Nordm.) Kuntze
- Corydalis bulbosa (L.) DC.
- Corydalis bulbosa f. multicaulis Morariu & B.Draghica
- Corydalis bulbosa var. solida L.
- Corydalis depauperata Schur
- Corydalis digitata Pers.
- Corydalis feddeana Poelln.
- Corydalis halleri (Willd.) Willd.
- Corydalis laxa Fr.
- Corydalis remota f. haitaoensis (Y.H.Chou & C.Q.Xu) C.Y.Wu & Z.Y.Su
- Corydalis solida var. hispida Cheshm. & Delip.
- Corydalis tenella Ledeb. ex Nordm.
- Corydalis tenuis Schott, Nyman & Kotschy
- Cryptoceras remotum Müll.Berol.
- Fumaria bulbosa L.
- Fumaria bulbosa var. solida L.
- Fumaria digitata (Pers.) Lej.
- Fumaria halleri Willd.
- Fumaria minor Roth
- Fumaria solida (L.) Mill.
- Neckeria bulbosa N.E.Br.
- Pistolochia bulbosa (L.) Soják
- Pistolochia feddeana Holub
- Pistolochia solida (L.) Bernh.
- Pseudofumaria minor (Roth) Borkh.